# Fridrich I. Württemberský (1754–1816)
Fridrich I. Württemberský (6. listopadu 1754, Trzebiatów – 30. října 1816, Stuttgart) byl první württemberský král, syn Fridricha II. Evžena, vévody württemberského, a Bedřišky Braniborsko-Schwedtské. Ten se z vévody Württemberska vypracoval až na württemberského kurfiřta a poté se s přispěním Napoleona Bonaparta stal württemberským králem. Byl známý i díky rozměrům jeho těla; 211 cm na výšku a údajně vážil asi 200 kg.

## Život

### Mládí

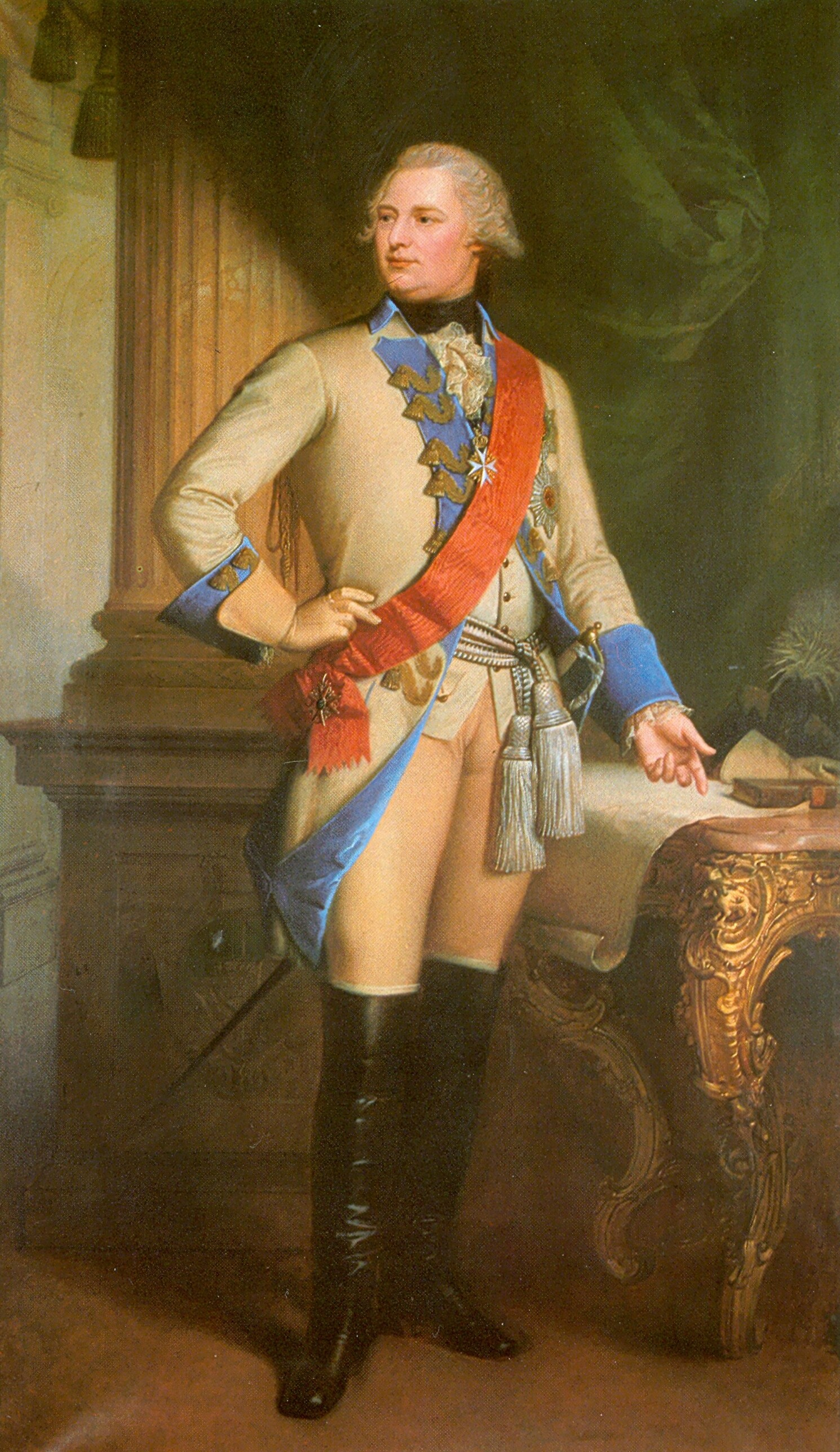
Portrét Fridricha v mládí

Fridrich se narodil v polském městě dnes známém jako Trzebiatów, tehdy ještě mělo město jméno Treptow an der Rega. Fridrich byl nejstarším synem Fridricha II. Evžena, vévody württemberského, a jeho manželky Žofie Doroty Braniborsko-Schwedtské. Jeho prarodiči z otcovy strany byli Karel Alexandr Württemberský a jeho manželka Marie Augusta Thurn-Taxis. Z matčiny strany to byli Fridrich Vilém Braniborsko-Schwedtský a Žofie Dorota Pruská. Jakožto nejstarší syn byl Fridrich již od dětství předpokládaným následníkem svého otce, mimo něj měl ale Fridrich II. Evžen dalších pět synů. Víceméně nejznámější z Fridrichových sourozenců se ale stala sestra Žofie Dorota, lépe známá jako Marie Fjodorovna.
Přestože měl Fridrich téměř jistý titul vévody württemberského, brzy se narodil legitimní syn i jednomu z Fridrichových strýců. Ten měl stejný nárok na titul jako on. I proto se Fridrich rozhodl udělat si jméno i v zahraničí. Když se jeho sestra, již zmíněná Žofie Dorota, měla provdat za cara, Pavla I. Petroviče, doprovázel pár na cestě do Ruska. Spokojená s dobře mluvícím a sebevědomím mužem, povýšila Kateřina II. na generálního místodržitele východního Finska.

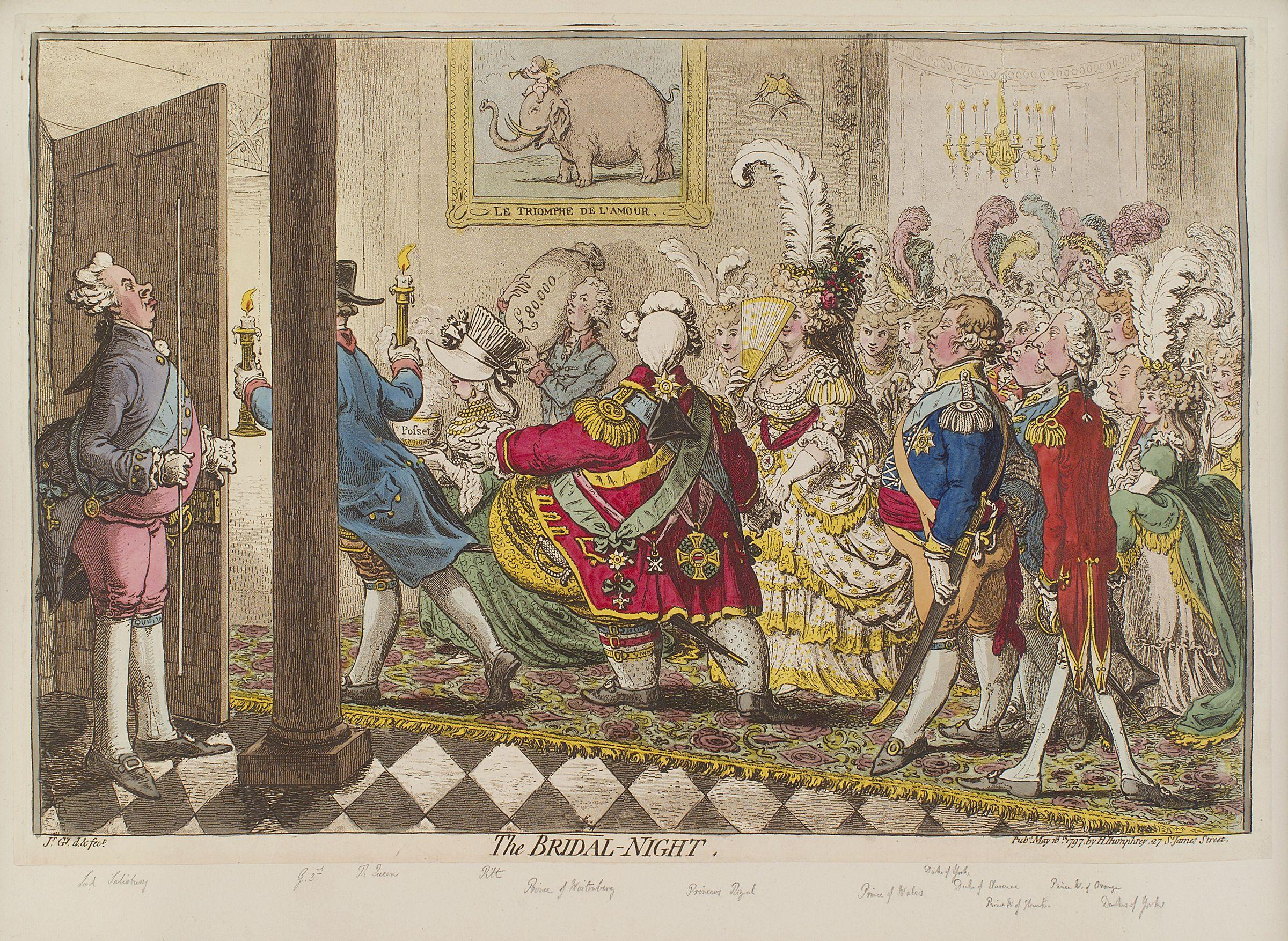
Satirické dílo zobrazující Fridrichovu druhou svatbu

### Dvě manželství
Dne 15. října 1780 se v Braunschweigu Fridrich oženil s Augustou Brunšvicko-Wolfenbüttelskou. Manželství příliš šťastné nebylo a ačkoliv měl pár čtyři děti, o Fridrichovi panovalo tvrzení že je bisexuální. V prosince 1786 měl údajně Fridrich svoji manželku na návštěvě Petrohradu bít a proto Augusta požádala carevnu Kateřinu o ochranu. Carevna poskytla Augustě azyl a nařídila Fridrichovi okamžitě opustit Rusko. Když Fridrichova sestra Žofie Dorota proti tomuto prohlášení protestovala, carevna ji jen odbyla. Augusta nakonec roku 1788 zemřela.
Fridrich se znovu oženil až roku 1797, tentokrát s princeznou Šarlotou, dcerou britského krále Jiřího III. Z tohoto manželství vzešla pouze dcera, která se již narodila mrtvá.

### Vévoda, kurfiřt, král
Po smrti otce Fridricha Evžena se Fridrich stal vévodou württemberským jako Fridrich III. Nicméně, svoji vládu si dlouho neužíval: roku 1800 francouzská armáda obsadila Württembersko a vévoda byl nucen uprchnout do Vídně. Později, dne 25. února 1803, ale Fridrich získal post kurfiřta württemberského. Reorganizace celé říše nakonec přinesla i rozšíření Württemberska.
Výměnou za poskytnutí pomoci Francii Napoleon udělal z kurfiřta Fridricha württemberského krále. Stalo se tak 26. prosince 1805. Oficiálně ale Fridrich I. Württemberský nastoupil na trůn až 1. ledna 1806 a korunovace probíhala ve Stuttgartu. Krátce nato Württemberské království vystoupilo ze Svaté říše římské a přidalo se k Rýnskému spolku. To pomohlo i k rozšíření württemberského království. Jako symbol spojenectví s Napoleonem provdal Fridrich svoji dceru Kateřinu za Napoleonova bratra Jérôma Bonaparta. Tím si ale Fridrich znepřátelil svého tchána Jiřího III.

### Poslední léta
Během války za osvobození roku 1813 Fridrich změnil strany a přešel ke spojencům, kde pomáhal svému tchánovi Jiřímu III. a ruskému carovi Alexandrovi I. Po pádu Napoleona se zúčastnil kongresu ve Vídni a znovu byl potvrzen jeho královský titul. I přesto byl při kongresu ve Vídní Fridrich nepokojný, jelikož se bál o ztrátu území, která získal od Napoleona. Jeho obavy ale byly zbytečné; pozemky mu zůstaly. Poté se roku 1815 společně s dalšími německými knížaty a šlechtici připojil k nové německé konfederaci. Zemřel rok nato ve Stuttgartu.

## Manželství a potomci
Fridrich byl dvakrát ženatý, poprvé s Augustou Brunšvicko-Wolfenbüttelskou, dcerou Karla Viléma Ferdinanda, vévody Brunšvicko-wolfenbüttelského a Augusty Hannoverské, která byla sestrou Jiřího III. Z údajně nešťastného manželství vzešly čtyři děti:
- Vilém (27. září 1781 – 25. června 1864), král württemberský od roku 1816 až do své smrti,
⚭ 1808 Karolína Augusta Bavorská (8. února 1792 – 9. února 1873), manželství bylo v roce 1814 soudem rozločeno a v roce 1815 anulováno papežem
⚭ 1816 Kateřina Pavlovna Ruská (10. května 1788 – 9. ledna 1819), velkokněžna ruská
⚭ 1820 Pavlína Württemberská (4. srpna 1800 – 10. března 1873)
- Kateřina (21. února 1783 – 29. listopadu 1835), ⚭ 1807 Jérôme Bonaparte (15. listopadu 1784 – 24. června 1860), král vestfálský v letech 1807–1813
- Žofie Dorota (1783–1784), zemřela v dětství
- Pavel (19. ledna 1785 – 16. dubna 1852), ⚭ 1805 Šarlota Sasko-Hildburghausenská (17. června 1787 – 12. prosince 1847)

Pár byl v roce 1786 oddělen a Fridrich už svoji manželku nikdy neviděl. Ta nakonec zemřela roku 1788 na komplikace při porodu nemanželského dítěte. Sám Fridrich si nakonec v Londýně roku 1797 vzal Šarlotu Hannoverskou. Pár měl pouze jediné dítě: dceru, která se ale již narodila mrtvá.

## Vývod z předků
|                           |                                           |  |                               |                                                              |  |  |  |  |  |  |  | Eberhard III. Württemberský |
|                           |                                           |  |                               |                                                              |  |  |  |  |  |  |  |                             |
|                           | Fridrich Karel Württembersko-Winnentalský |  |                               |                                                              |  |  |  |  |  |  |  |                             |
|                           |                                           |  |                               |                                                              |  |  |  |  |  |  |  |                             |
|                           |                                           |  |                               | Anna Kateřina ze Salm-Kyrburgu                               |  |  |  |  |  |  |  |                             |
|                           |                                           |  |                               |                                                              |  |  |  |  |  |  |  |                             |
|                           | Karel Alexandr Württemberský              |  |                               |                                                              |  |  |  |  |  |  |  |                             |
|                           |                                           |  |                               |                                                              |  |  |  |  |  |  |  |                             |
|                           |                                           |  |                               | Albrecht II. Braniborsko-Ansbašský                           |  |  |  |  |  |  |  |                             |
|                           |                                           |  |                               |                                                              |  |  |  |  |  |  |  |                             |
|                           | Eleonora Juliana Braniborsko-Ansbašská    |  |                               |                                                              |  |  |  |  |  |  |  |                             |
|                           |                                           |  |                               |                                                              |  |  |  |  |  |  |  |                             |
|                           |                                           |  |                               | Žofie Markéta Oettingenská                                   |  |  |  |  |  |  |  |                             |
|                           |                                           |  |                               |                                                              |  |  |  |  |  |  |  |                             |
|                           | Fridrich II. Evžen Württemberský          |  |                               |                                                              |  |  |  |  |  |  |  |                             |
|                           |                                           |  |                               |                                                              |  |  |  |  |  |  |  |                             |
|                           |                                           |  |                               | Evžen Alexandr František Thurn-Taxis                         |  |  |  |  |  |  |  |                             |
|                           |                                           |  |                               |                                                              |  |  |  |  |  |  |  |                             |
|                           | Anselm František Thurn-Taxis              |  |                               |                                                              |  |  |  |  |  |  |  |                             |
|                           |                                           |  |                               |                                                              |  |  |  |  |  |  |  |                             |
|                           |                                           |  |                               | Anna Adéla Fürstenbersko-Heiligenberská                      |  |  |  |  |  |  |  |                             |
|                           |                                           |  |                               |                                                              |  |  |  |  |  |  |  |                             |
|                           | Marie Augusta Thurn-Taxis                 |  |                               |                                                              |  |  |  |  |  |  |  |                             |
|                           |                                           |  |                               |                                                              |  |  |  |  |  |  |  |                             |
|                           |                                           |  |                               | Ferdinand August Leopold Lobkovic                            |  |  |  |  |  |  |  |                             |
|                           |                                           |  |                               |                                                              |  |  |  |  |  |  |  |                             |
|                           | Marie Ludovika Anna Lobkovicová           |  |                               |                                                              |  |  |  |  |  |  |  |                             |
|                           |                                           |  |                               |                                                              |  |  |  |  |  |  |  |                             |
|                           |                                           |  |                               | Marie Anna Vilemína Bádenská                                 |  |  |  |  |  |  |  |                             |
|                           |                                           |  |                               |                                                              |  |  |  |  |  |  |  |                             |
| Fridrich I. Württemberský |                                           |  |                               |                                                              |  |  |  |  |  |  |  |                             |
|                           |                                           |  |                               |                                                              |  |  |  |  |  |  |  |                             |
|                           |                                           |  | Fridrich Vilém I. Braniborský |                                                              |  |  |  |  |  |  |  |                             |
|                           |                                           |  |                               |                                                              |  |  |  |  |  |  |  |                             |
|                           | Filip Vilém Braniborsko-Schwedtský        |  |                               |                                                              |  |  |  |  |  |  |  |                             |
|                           |                                           |  |                               |                                                              |  |  |  |  |  |  |  |                             |
|                           |                                           |  |                               | Žofie Dorotea Šlesvicko-Holštýnsko-Sonderbursko-Glücksburská |  |  |  |  |  |  |  |                             |
|                           |                                           |  |                               |                                                              |  |  |  |  |  |  |  |                             |
|                           | Fridrich Vilém Braniborsko-Schwedtský     |  |                               |                                                              |  |  |  |  |  |  |  |                             |
|                           |                                           |  |                               |                                                              |  |  |  |  |  |  |  |                             |
|                           |                                           |  |                               | Jan Jiří II. Anhaltsko-Desavský                              |  |  |  |  |  |  |  |                             |
|                           |                                           |  |                               |                                                              |  |  |  |  |  |  |  |                             |
|                           | Jana Šarlota Anhaltsko-Desavská           |  |                               |                                                              |  |  |  |  |  |  |  |                             |
|                           |                                           |  |                               |                                                              |  |  |  |  |  |  |  |                             |
|                           |                                           |  |                               | Henrietta Kateřina Oranžská                                  |  |  |  |  |  |  |  |                             |
|                           |                                           |  |                               |                                                              |  |  |  |  |  |  |  |                             |
|                           | Bedřiška Braniborsko-Schwedtská           |  |                               |                                                              |  |  |  |  |  |  |  |                             |
|                           |                                           |  |                               |                                                              |  |  |  |  |  |  |  |                             |
|                           |                                           |  |                               | Fridrich I. Pruský                                           |  |  |  |  |  |  |  |                             |
|                           |                                           |  |                               |                                                              |  |  |  |  |  |  |  |                             |
|                           | Fridrich Vilém I.                         |  |                               |                                                              |  |  |  |  |  |  |  |                             |
|                           |                                           |  |                               |                                                              |  |  |  |  |  |  |  |                             |
|                           |                                           |  |                               | Žofie Šarlota Hannoverská                                    |  |  |  |  |  |  |  |                             |
|                           |                                           |  |                               |                                                              |  |  |  |  |  |  |  |                             |
|                           | Žofie Dorota Pruská                       |  |                               |                                                              |  |  |  |  |  |  |  |                             |
|                           |                                           |  |                               |                                                              |  |  |  |  |  |  |  |                             |
|                           |                                           |  |                               | Jiří I.                                                      |  |  |  |  |  |  |  |                             |
|                           |                                           |  |                               |                                                              |  |  |  |  |  |  |  |                             |
|                           | Žofie Dorotea Hannoverská                 |  |                               |                                                              |  |  |  |  |  |  |  |                             |
|                           |                                           |  |                               |                                                              |  |  |  |  |  |  |  |                             |
|                           |                                           |  |                               | Žofie Dorotea z Celle                                        |  |  |  |  |  |  |  |                             |
|                           |                                           |  |                               |                                                              |  |  |  |  |  |  |  |                             |